# 岡山市立岡山後楽館中学校・高等学校
岡山市立岡山後楽館中学校・高等学校（おかやましりつ おかやまこうらくかんちゅうがっこう・こうとうがっこう）は、岡山県岡山市北区南方にある公立中高一貫校。
1999年（平成11年）に公立学校としては日本で最初に中高一貫教育を開始した、併設混合型中高一貫校。令和7年4月からは夜間学級を併設する。

## 概要
岡山市立岡山商業高等学校、岡山市立岡山工業高等学校の定時制高等学校を統合し、1999年（平成11年）、公立（市町村立）で日本で最初の中高一貫教育校として新設された。文部省の研究開発学校の指定を受けた。
校名は、日本三名園の一つである後楽園と所在自治体名である岡山（おかやま）から採られた。校章は後楽館・後楽園の頭文字、「K」を基調とし、岡山の名産品「白桃」の形をイメージしている。
教科･科目群は、人文理数、情報ビジネス、建築デザイン、生活福祉、国際文化の5系列からなる。総合学科として約130種に上る科目（普通、商業、工業、福祉、国際など）を開講し、単位制である。中には世界で起きている様々な問題について自ら考える「地球の未来 (ESD)」などのユニークな開設科目もある。
2学期制（前期・後期、区切りは10月第2週）であり、2012年度高校入学生より定時制から全日制に移行した。半期ごとに単位認定を行い、前期の卒業式もある。そのため、授業の形態はフレックス制の大学に近い。唯一の違いは、大学と違い中間考査があることくらいである。
生徒が主体的、意欲的に取り組むことを目指しており、学校全体では細かな校則はなく、「社会のルールとマナー」を校則として掲げているのも特徴。したがって中高ともに制服・生徒手帳は存在しない。正装は社会人同様スーツである。

中高一貫校らしく、中学生と高校生の繋がりを大切にしており、入学式、文化祭、体育祭、芸術鑑賞会などの大型行事は、中高合同の行事として行われる。入学式、文化祭と卒業式は校舎・体育館で行われるが、体育祭は岡山県総合グラウンド体育館で行われる。
2013年から旧南方小学校の跡地に完成した7階建ての新校舎に移転した。

## 沿革
- 1990年 - 「岡山市立高等学校の将来の在り方について」を発表する。これが岡山後楽館が出来るきっかけとなる。
- 1999年1月1日 - 市町村立としては全国初の中高一貫教育校として天神町および丸の内に創立。同年4月に第1回入学式を挙行、7月には開校記念式典を行っている。
- 2000年10月6日 - 校歌が決定する。
- 2001年4月14日 - 旧：岡山市立内山下小学校[3]跡地を校舎の一部として利用を開始する。
- 2002年3月 - 第1回卒業式を挙行。1期生85名が卒業。
- 2012年3月 - 本校舎を旧・岡山市立南方小学校[3]跡地へ移転。
- 2016年4月 - 定時制生徒が卒業等をしたため、全日制課程に完全に移行する。
- 2025年4月 - 岡山後楽館中学校に夜間学級が設置される[4]。

## 課業
中等部と高等部ともに、チャイムが存在しない。

### 中等部
中等部では、苦手の克服や得意分野の伸長を目指している。基礎基本の習得や主体的・意欲的な学校生活を支援するため、「自分で選ぶ習熟度に応じた学習」を第1学年から数学で，第2学年から英語で実施している。また、学年を追って選択教科を順次拡大している。
- 通常の公立中学校と同じで、50分授業が6限まである。
- 実技教科以外は指定の教室で受ける。教室移動は数学、英語などある。

### 高等部
高等部では、人文理数、国際文化、情報ビジネス、生活福祉、建築デザインの5系列からなる教科･科目群から、生徒の興味･関心、進路目標、就学条件等に応じて学習したい教科･科目を選び、自分で時間割を作って学習する。

#### 学習モデル
時間割作成時に基本となる5つの学習モデル
1. 人文理数系列
2. 国際文化系列
3. 情報ビジネス系列
4. 建築デザイン系列
5. 生活福祉系列

#### 形態
- 1時限50分授業を基本とする。ただし、一部の教科では2時限連続授業（休憩10分含む）となる。
- 教科ごとに教室を移動する必要がある。

### 夜間学級
令和7年4月より当校に併設。中学卒業資格を取得可能。

#### 入学対象者
- 義務教育年齢（１５歳）を超えた人。
- 中学校を卒業していない人、または個々の事由により充分に学習できなかった人。
- 岡山市内に在住または勤務している人。この他に夜間中学に関して岡山市と協定を結んでいる自治体に在住の人。
- 国籍は問わない。

## 入学者選抜について
中等部の場合は、岡山市内の小学6年生が対象となる。選抜方法は「入学試験・面接」となっている。
高等部の場合は、後楽館中学校在学の3年生（内進生）と岡山県内在住者（外進生）が対象となる。選抜方法は「無試験（内進生）」、「特別入学者選抜（外進生・現役中学生のみ）」、「一般入学者選抜（外進生・現役中学生のみ／第I期）」のいずれかとなっている。「無試験」を除き、他の県立高等学校の選抜方法と同じである。以前は「無試験（内進生）」、「校長推薦入試（外進生・現役中学生のみ／第一期セレクション）」、「自己推薦入試（外進生・校長推薦で落ちた人と現役中学生以外／第二期セレクション）」の方法で選抜していた。
中等部は80人、高等部は内進生80人・外進生80人の計160人を基準として、生徒をとっている。そのため、倍率が高めになってしまうことが多い。特に部活動が全国優勝したときなどは、3倍を超える倍率になることもある。
2008年度より入試の形式が変わり、一般の県立高校などと同じくペーパーテストを実施するようになった。

## 出身著名人（高等部）
- 藍本松（漫画家）
- まあたそ (YouTuber)
- Mihoro*（シンガーソングライター）

## 関連サイト
- 岡山市立岡山後楽館高等学校
- 岡山市立岡山後楽館中学校
- 岡山市立岡山後楽館中学校　夜間学級（夜間中学）